# Проко Драгосављевић
Проко Драгосављевић (Србац, 4. јануар 1948) је српски политичар и бивши министар породице, омладине и спорта Републике Српске. Професор је на Факултету физичког васпитања у Бањој Луци и Источном Сарајеву.

## Биографија
Основну и гимназију је завршио у Српцу, а дипломирао је на Факултету за физичку културу у Сарајеву. Магистрирао је у Новом Саду, а докторирао у Источном Сарајеву гдје је стекао звање доктора наука физичке културе. Радио је као председник Скупштине општине Србац и био је замјеник министра за просвјету Републике Српске од 1998. до 2000. године. Радио је као професор у србачкој гимназији од 1971. до 1980, и био директор у истој школи од 1980. до 1993. године. Радио је као савјетник предсједника Владе Републике Српске. Професор је на Факултету физичког васпитања у Бањалуци и Источном Сарајеву. Објавио је тридесетак научних радова и написао пет књига из области спорта. По националности је Србин.
На положају министра породице, омладине и спорта Републике Српске је био до 29. децембра 2010. године.